# ولیکی بان
ولیکی بان (اسلوونیایی: Veliki Ban) یک زیستگاه انسانی در اسلوونی است که در Lower Carniola واقع شده‌است.

## خصوصیات
ولیکی بان ۳٫۲۹ کیلومترمربع مساحت و ۶۱ نفر جمعیت دارد و ۴۰۷٫۹ متر بالاتر از سطح دریا واقع شده‌است.